# Rothenbach (Gerbershausen)
Rothenbach ist ein Weiler bei Gerbershausen im Landkreis Eichsfeld in Thüringen.

## Geographische Lage
Der kleine Ort Rothenbach liegt südwestlich von Gerbershausen, mit dem es über einen Wirtschaftsweg verbunden ist. Er befindet sich östlich am Waldrand des Höheberges, dessen höchste Erhebung die nahe Junkerkuppe (510,7 m ü. NHN) ist. Durch den Ort fließt der gleichnamige Bach, der oberhalb Rothenbachs zu Teichen aufgestaut wird. Der Bach entspringt aus drei Quellen am Fuße des Höheberges und mündet in Gerbershausen in den Gerbbach.

## Geschichte
Vermutet wird eine erste mittelalterliche Ansiedlung am Rande des Höheberges. Erste schriftliche Erwähnungen für einen Ort Rodenbach stammen aus dem Jahr 1283 (Rodinbach), 1308 (Johannes de Rodenbach) und 1362. 1362 war der Ort als hessisches Lehen im Besitz der Hansteiner. In einem Lehnsbrief des hessischen Landgrafen an die Herren von Hanstein wird der Ort nochmals 1546 genannt. Eine genaue Zuordnung von Urkunden zu diesem Ort ist nicht immer sicher möglich, da es bei eichsfeldischen Orten Wüstheuterode und Mengelrode, sowie im hessischen Rodebach ebenfalls wüst gefallene Dörfer gleichen Namens gab. Wann der Ort aufgegeben wurde, ist nicht bekannt.
Im 16. Jahrhundert gab die Familie Hanstein die Burg Hanstein auf und siedelte unter anderen auf ihre Landbesitzungen in Rothenbach, Oberstein, Unterstein sowie in Ershausen. In einem Vertrag der Hansteiner in der Mitte des 16. Jahrhunderts zur Teilung des Höheberges wurden mehrere Orts- und Flurbezeichnungen genannt, unter anderem auch Rodenbach. Vermutlich wurde das Gut im Dreißigjährigen Krieg zerstört und danach von den Hansteinern wieder aufgebaut. Die heute noch teilweise vorhandenen Gutsanlagen entstanden am Anfang des 18. Jahrhunderts. Um diese Zeit führte noch ein alter Fuhrweg durch den Ort über den Höheberg bis ins Werratal und Pferde für den Vorspann zur Verfügung gestellt wurden. 1803 wechselte die Zugehörigkeit des Ortes vom Kurfürstentum Mainz zum Königreich Preußen. Friedrich Ludwig Ernst von Hanstein erbaute ca. 1835 das Erbbegräbnis der Familie von Hanstein am Waldrand westlich der Ortslage. 1907 erwarb der Besitzer des Bornhofes in Bornhagen das 280 ha große Gut. Bis 1928 bildete das Gut noch einen eigenen Gutsbezirk im Amtsbezirk Wahlhausen des Landkreises Heiligenstadt und wurde dann nach Gerbershausen eingemeindet.
Nach 1945 wurde das Gut und die Ländereien im Rahmen der Bodenreform in der Sowjetischen Besatzungszone enteignet, das Gutshaus bis auf das Erdgeschoss abgebrochen und das historische Portal von 1725 entfernt. Darüber hinaus wurden im Ort das Pächterhaus und das Forsthaus abgerissen. Von 1952 bis 1989 lag die Siedlung nahe der innerdeutschen Grenze im Sperrgebiet, die Bewohner waren damit zahlreichen Einschränkungen unterworfen.
Im Jahr 2021 lebten fünf Familien im Ortsteil Rothenbach.

## Sehenswertes

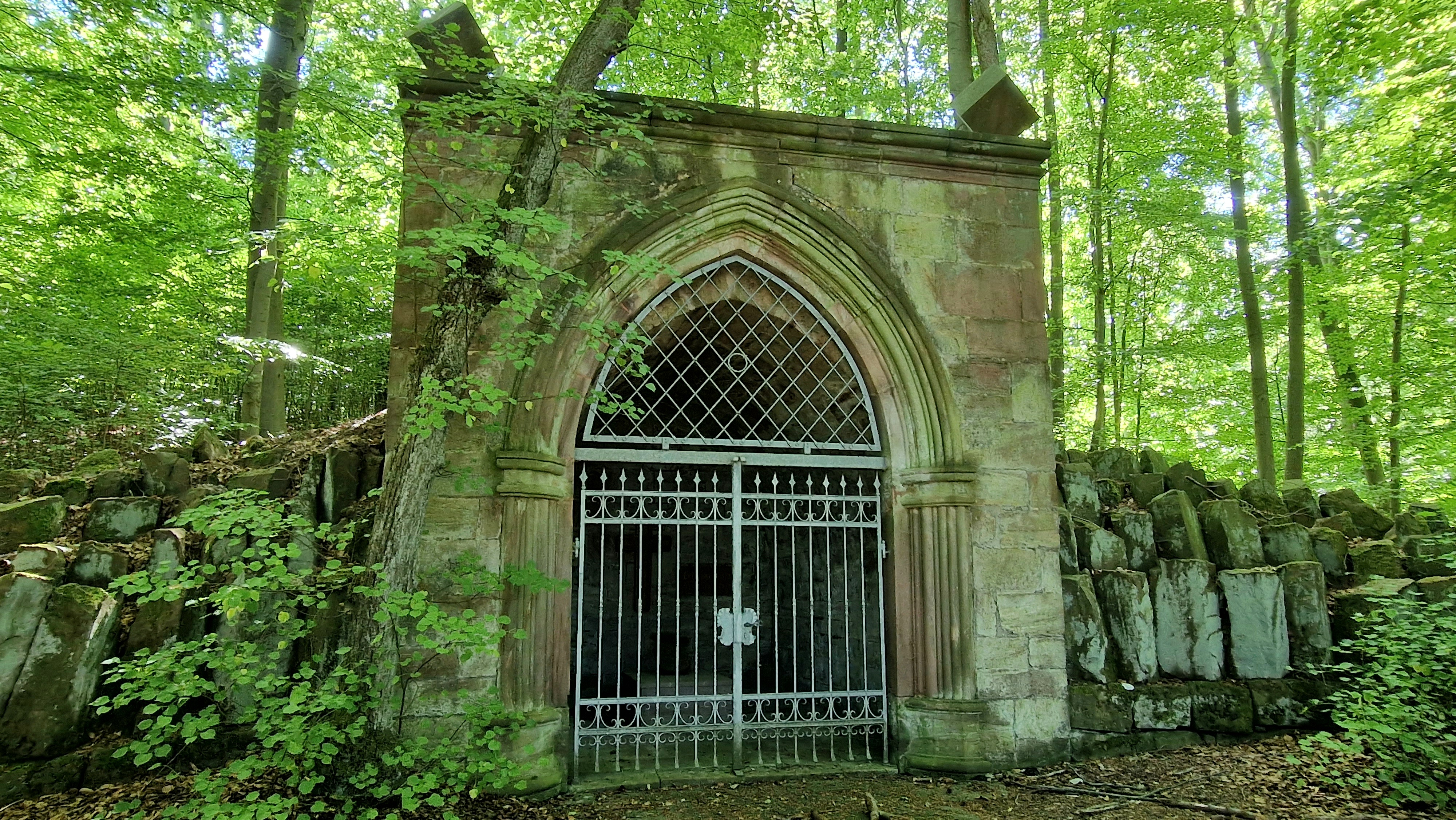
Erbbegräbnis derer von Hanstein

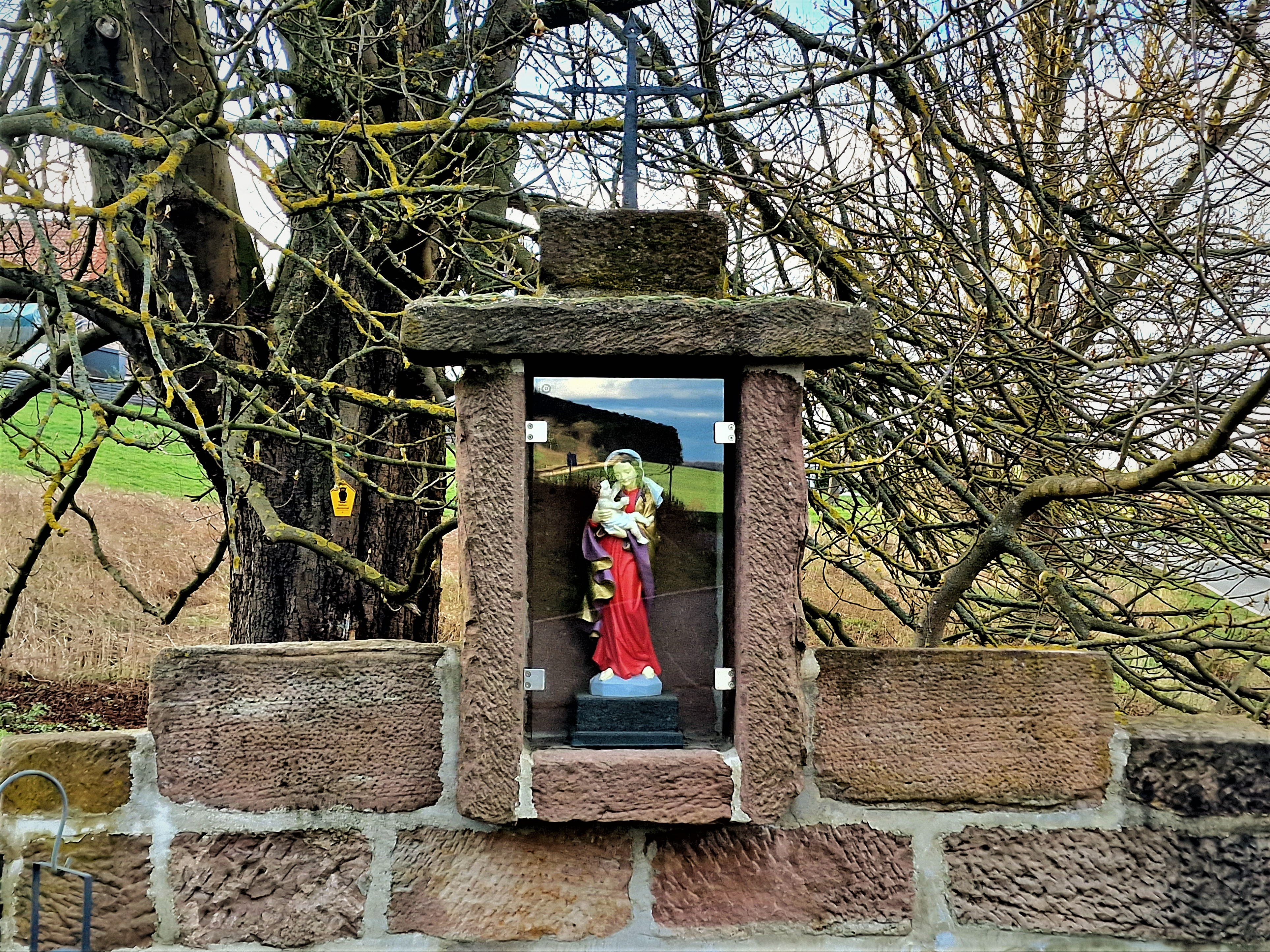
Bildstock unter der Kastanie

In der abwechslungsreichen Landschaft um den Weiler gibt es einige Sehenswürdigkeiten und Ausflugsmöglichkeiten:
- das Erbbegräbnis derer von Hanstein
- kleine Fischteiche am Waldrand
- eine Rosskastanie, eine etwa 500 Jahre alte Eiche und eine Sommerlinde als Naturdenkmale[9]
- Wanderwege auf dem Höheberg, unter anderem zur Teufelskanzel (ca. 452 m)
- Bildstock unter der Kastanie
- Skulptur Bronzeteufel am Parkplatz zur Teufelskanzel[10]